# Wilhelm Griesinger
Wilhelm Griesinger (ur. 29 lipca 1817 w Stuttgarcie, zm. 26 października 1868 w Berlinie) – niemiecki lekarz neurolog i psychiatra. 

## Życiorys

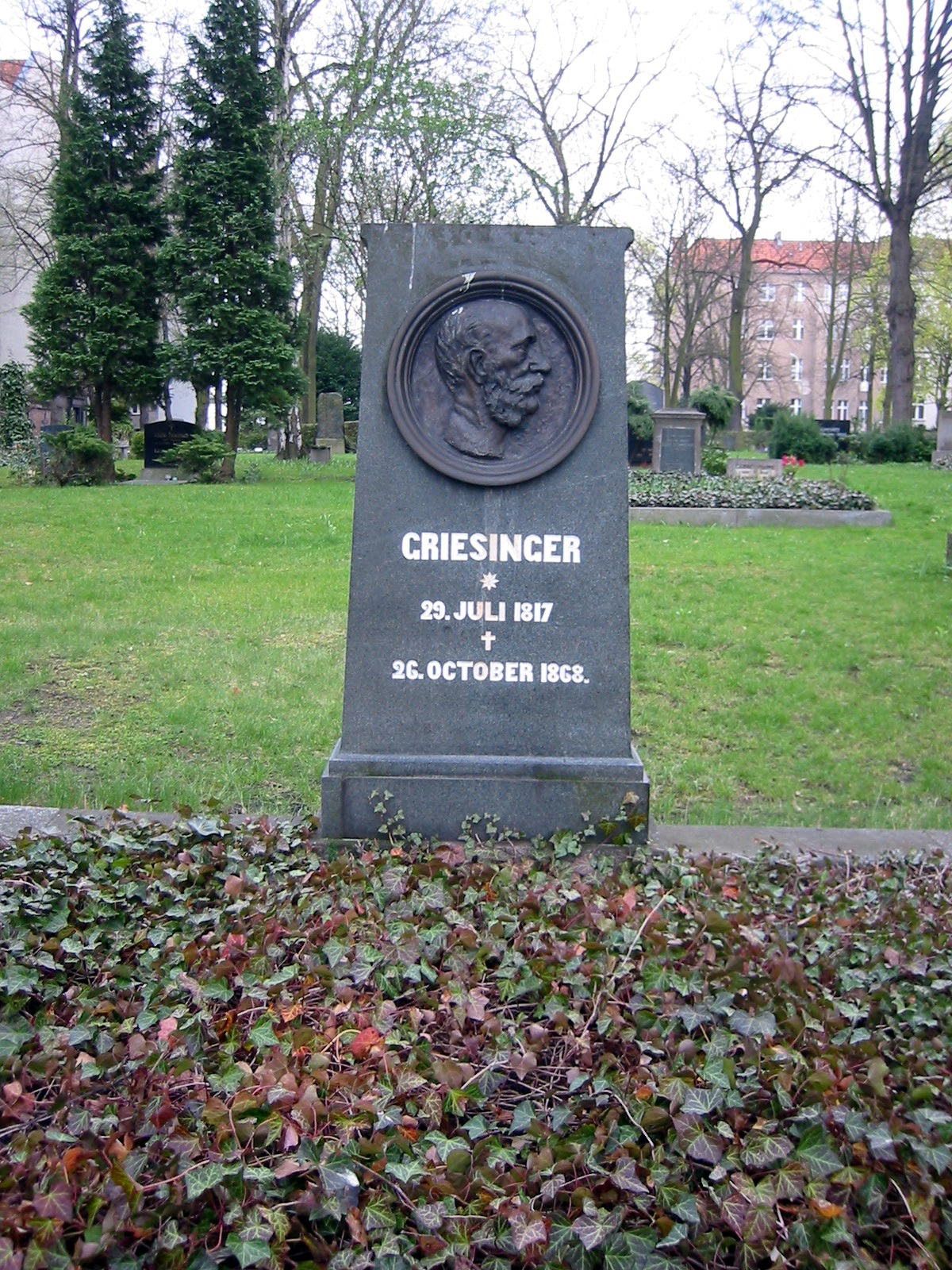
Grób Griesingera

Urodził się w 1817 roku jako syn Karoline Luise z domu Dürr i Gottfrieda Ferdinanda Griesingera. Studiował medycynę na Uniwersytecie w Zurychu u Johanna Lukasa Schönleina i w Paryżu u François Magendiego. Po ukończeniu studiów praktykował w wielu miastach, m.in. w Stuttgarcie, Tybindze i Kilonii. Na początku lat 50. XIX wieku wyjechał do Egiptu objąć kierownictwo szkoły medycznej w Kairze. Został tam osobistym lekarzem Abbasa I. Podczas pobytu w Afryce zajmował się chorobami tropikalnymi, którym poświęcił prace Klinische und anatomische Beobachtungen über die Krankheiten von Aegypten (1854) i Infectionskrankheiten (1857).
W 1854 roku został profesorem medycyny klinicznej na Uniwersytecie w Tybindze i zastąpił swojego przyjaciela Carla Wunderlicha na stanowisku dyrektora tamtejszej kliniki. W 1859 roku Griesinger został dyrektorem instytucji dla umysłowo upośledzonych dzieci w małej miejscowości Mariaberg, i w 1860 roku brał udział w przygotowaniach do powstania szpitala psychiatrycznego Burghölzli w Zurychu. W 1865 roku przeniósł się do Berlina, gdzie został następcą Moritza Heinricha Romberga na stanowisku dyrektora polikliniki. W Berlinie założył Berliner Medicinisch-psychologische Gesellschaft i był jego pierwszym przewodniczącym (od 29 stycznia 1867 do 19 maja 1868). Założył czasopismo „Archiv für Psychiatrie und Nervenkrankheiten”. Uczniem Griesingera był Carl Friedrich Otto Westphal i Paul Guttmann.
Zmarł w 1868 roku, pochowany jest na cmentarzu Alter St.-Matthäus w Berlinie.

## Dorobek naukowy
Griesinger jest pamiętany za jego reformatorskie zmiany w systemie opieki medycznej nad chorymi umysłowo. Wierzył w przywrócenie chorych psychiatrycznych społeczeństwu i był zwolennikiem krótkotrwałej hospitalizacji. 
Wyznawał teorię jednej psychozy Zellera, wedle której proces chorobowy może być jednorodny pomimo różnorodności objawów. Przedmiotem psychiatrii według Griesingera powinno być badanie tzw. odruchów psychicznych. Nawiązywał do teorii Herbarta afizjologicznej i asocjacjonistycznej psychologii. 
Na jego cześć nazwano Szpital Wilhelma Griesingera w Berlinie.

## Prace

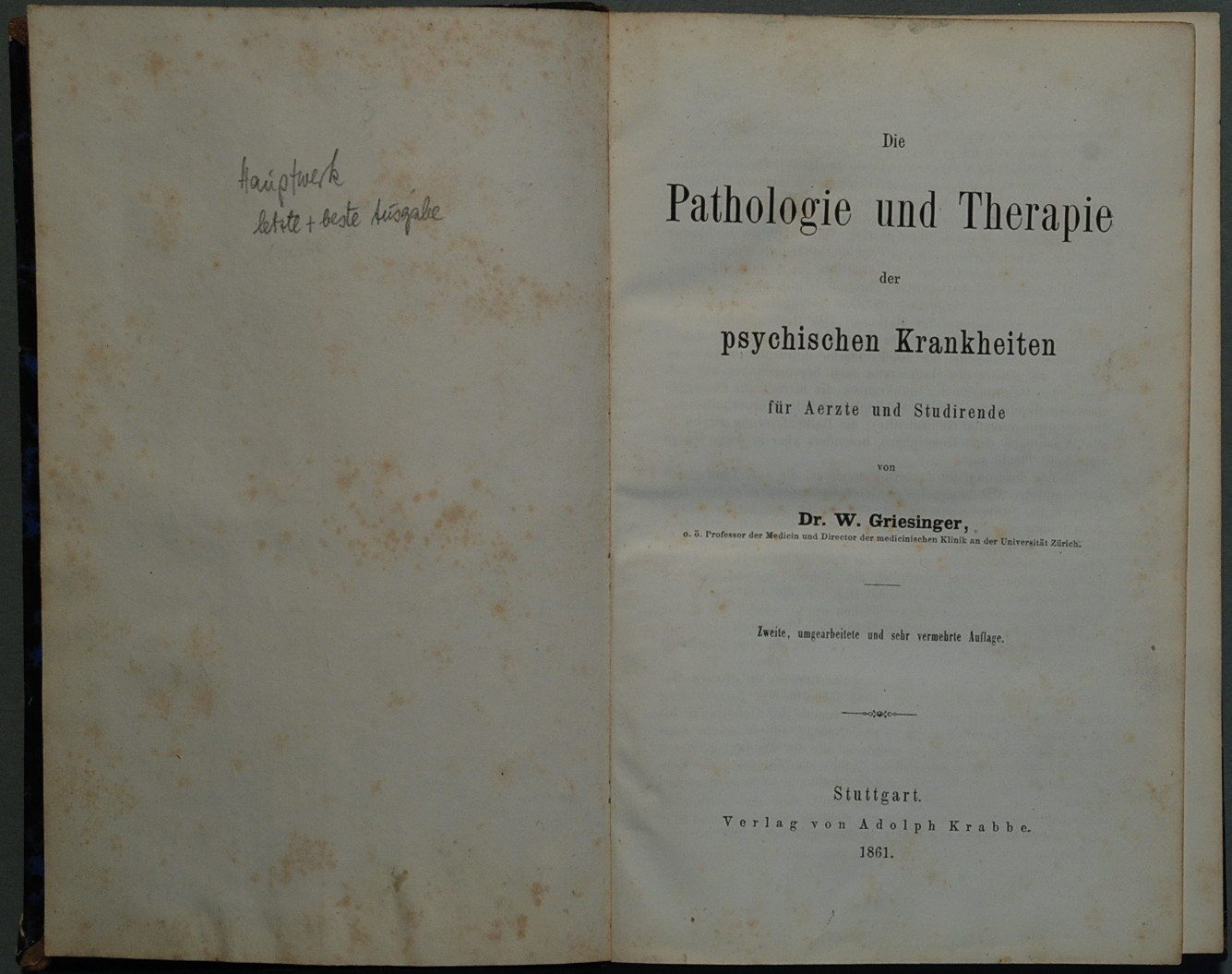
Strona tytułowa pierwszego wydania "Die Pathologie und Therapie der psychischen Krankheiten" (Stuttgart, 1861)

- Herr Ringseis und die naturhistorische Schule. Archiv für physiologische Heilkunde 1 (1842)
- Theorien und Thatsachen. Archiv für physiologische Heilkunde 1 (1842).
- Über den Schmerz und über die Hyperämie. Archiv für physiologische Heilkunde 1 (1842)
- Über psychische Reflexaktionen. Mit einem Blick auf das Wesen der psychischen Krankheiten. Archiv für physiologische Heilkunde 2, s. 76 (1843)
- Neue Beiträge zur Physiologie und Pathologie des Gehirns. Archiv für physiologische Heilkunde (1844)
- Pathologie und Therapie der psychischen Krankheiten. Stuttgart: Krabbe, 1845. 2. Aufl. Braunschweig 1861
- Ueber Schwefeläther-Inhalationen. Archiv für physiologische Heilkunde 6, ss. 348–350 (1847)
- Bemerkungen über das Irrenwesen in Württemberg. Württemb. Medic. Correspondenzblatt. (1848/49)
- Klinische und anatomische Beobachtungen über die Krankheiten von Aegypten. Archiv für physiologische Heilkunde 13, ss. 528–575 (1854)
- Infectionskrankheiten. W: Virchow's Handbuch der speciellen Pathologie und Therapie. Erlangen 1857.
- Zur Kenntnis der heutigen Psychiatrie in Deutschland. Eine Streitschrift gegen die Broschüre des Samitätsrats Dr. Laehr in Zehlendorf: "Fortschritt? – Rückschritt!". Leipzig: Wigand, 1868.
- Über Irrenanstalten und deren Weiter-Entwicklung in Deutschland. Archiv für Psychiatrie und Nervenkrankheiten 1 (1) (1868)
- Gesammelte Abhandlungen. 2 Bde. Berlin: Hirschwald, 1872.